# Дюрант, Кевин
Ке́вин Уэйн Дюра́нт (англ. Kevin Wayne Durant; род. 29 сентября 1988 года в Вашингтоне, США) — американский баскетболист, выступающий за команду НБА «Хьюстон Рокетс» и национальную сборную США. Чемпион мира (2010), четырёхкратный олимпийский чемпион. Один сезон провёл в Техасском университете в Остине, в течение которого был удостоен множества наград. В 2007 году был выбран на драфте НБА клубом «Сиэтл Суперсоникс» (в 2008 году клуб переехал и сменил название на «Оклахома-Сити Тандер») под вторым номером, по итогам дебютного сезона был признан новичком года в НБА. В сезоне 2009/2010 Дюрант в среднем за игру набирал 30,1 очков, став самым молодым лучшим снайпером сезона в истории НБА. В сезоне 2010/2011 он вновь стал самым результативным игроком сезона, набирая в среднем за игру регулярного чемпионата 27,7 очков, в сезонах 2011/2012 и 2013/2014 Дюрант также становился самым результативным игроком регулярного чемпионата, набирая в среднем 28,7 и 32,0 очка за игру соответственно. В сезоне 2013/2014 Кевин впервые был признан MVP сезона, набирая в среднем за игру 32 очка, 7.4 подбора и 5.5
передач. Дюрант считается одним из величайших игроков всех времен.
Кевин Дюрант дважды оказывался на обложках NBA 2K: NBA 2K13 (совместно с Блэйком Гриффином и Дерриком Роузом) и NBA 2K15.
В 2021 году Дюрант был включен в состав команды, посвященной 75-летию НБА. В составе мужской национальной сборной США Дюрант выиграл четыре золотые медали на Олимпийских играх (2012, 2016, 2020 и 2024) и является лучшим бомбардиром в истории мужской олимпийской сборной США по баскетболу. Он также выиграл золото на чемпионате мира по баскетболу 2010 года.
За пределами площадки Дюрант является одним из самых высокооплачиваемых баскетболистов в мире, отчасти благодаря заключению рекламных контрактов с такими компаниями, как Foot Locker и Nike. Он приобрел репутацию филантропа. В последние годы он работал в издании The Players' Tribune в качестве фотографа и писателя. В 2012 году он снялся в спортивной комедии «Как громом поражённый» (англ. Thunderstruck).

## Биография

### Ранние годы
Кевин Дюрант родился в Вашингтоне, а его детство прошло в городке Сит-Плизант в штате Мэриленд, недалеко от американской столицы. Кевина и его старшего брата Тони растили мать Ванда и бабушка Барбара. Уэйн Пратт, отец мальчиков, бросил семью, когда Кевину было восемь месяцев, но вернулся, когда ему исполнилось 13 лет. Родители Кевина работали в правительственных структурах: отец — в Библиотеке Конгресса, а мать — в почтовой службе.
Кевин всегда был самым высоким мальчиком в своём классе. Рост позволил ему преуспеть в баскетболе, хотя поначалу он вместе с братом занимался и другими видами спорта. В детстве Кевин болел за клуб «Вашингтон Уизардс», за который в то время играл знаменитый Майкл Джордан, хотя его любимым игроком был Винс Картер.
Огромный спортивный потенциал Кевина раскрылся ещё в детстве, когда он играл за команду «Ягуары», в составе которой дважды стал чемпионом США, в первый раз ему было всего 11 лет. Уже тогда Кевин мечтал играть в НБА. Лучшим другом Кевина был Майкл Бизли, игравший за ту же детскую команду и также воспитывавшийся матерью-одиночкой. Когда в 2003 году «Ягуары» распались, Кевин стал игроком команды «Синие Дьяволы», где одним из его партнёров был защитник Тай Лоусон.
В то же время с Кевином стал индивидуально заниматься тренер Тарас Браун, который разработал для него специальную программу интенсивных тренировок. Во время летних каникул тренировки Кевина длились до восьми часов в день. Благодаря этим занятиям Дюрант блестяще играл за команду старшей школы Монтроуз в Роквилле. Газета The Washington Post назвала его лучшим игроком Мэриленда. Изначально Кевин играл на позиции разыгрывающего защитника, но после того как он за одно лето подрос на десять сантиметров, ему пришлось перейти на позицию форварда.
В 11 классе Дюрант перевёлся в академию Ок-Хилл в Виргинию, знаменитую своей баскетбольной школой. Туда же перевёлся и Тай Лоусон. В играх чемпионата школ Кевин в среднем за игру набирал 19,6 очков и делал 8,8 подборов, за что был включён во вторую сборную лучших игроков США среди школьников по версии журнала Parade. Проучившись в Ок-Хилл год, Кевин вернулся в свою старую школу, где провёл прекрасный сезон, набирая в среднем за игру 23,6 очка и делая 10,9 подборов. Дюрант был включён в сборную звёзд по версии McDonald’s, принимал участие в матче всех звёзд школьной лиги 2006 года и разделил звание его самого ценного игрока с Чейзом Бадингером.

### Колледж

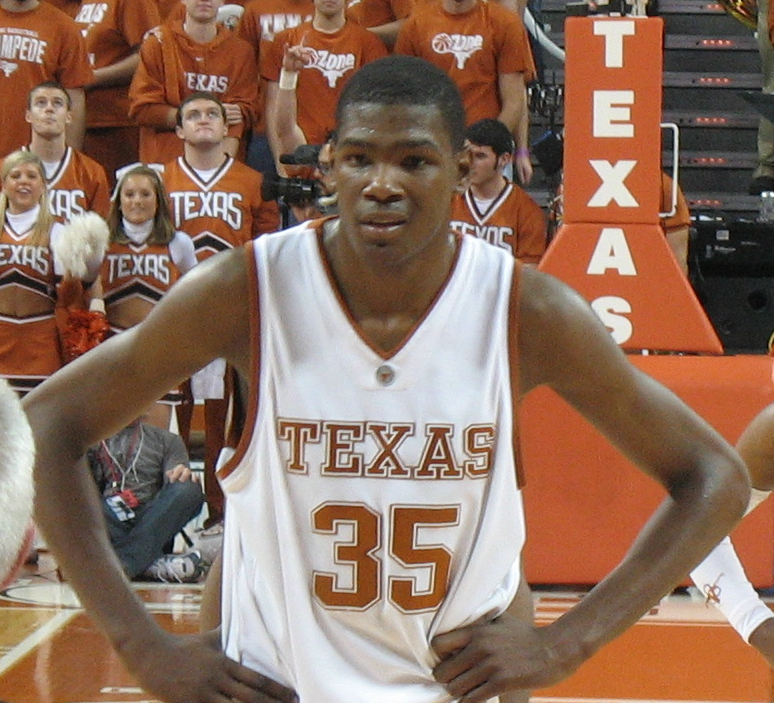
Кевин Дюрант в форме Техасского университета (2007 год)

Когда Дюрант окончил школу в 2006 году, его желали видеть в своих командах многие американские колледжи. За его прогрессом уже несколько лет следил Расселл Спрингманн, ассистент тренера баскетбольной команды Техасского университета в Остине, который сам был из Мэриленда. Он убедил Дюранта выбрать в качестве места продолжения обучения Техас, где тренер Рик Барнс строил новую команду, основа которой должна была быть составлена из новичков-первокурсников.
Кевин, которому перед началом сезона студенческого чемпионата исполнилось 18 лет, стал одним из четырёх новичков, попавших в стартовую пятёрку университетской команды «Лонгхорнс». Дюрант сразу же получил в команде лидерские функции, от него зависела вся игра «Лонгхорнс» в атаке. Уже через несколько месяцев после начала чемпионата Кевин входил в десятку лучших снайперов турнира и многими назывался лучшим атакующим игроком студенческого чемпионата.
Сезон 2006/2007 Дюрант завершил с очень хорошими показателями: 26 очков и 11 подборов в среднем за игру, также в 20 играх он демонстрировал результативность выше 30 очков. В конце сезона он был признан лучшим игроком студенческого чемпионата по версии Associated Press, а также получил призы имени Нейсмита и Вудена.
«Лонгхорнс» в сезоне одержали 25 побед при 10 поражениях и заняли третье место в конференции Биг 12. В чемпионате конференции команда дошла до финала конференции, где в упорной борьбе уступила команде университета Канзаса со счётом 88-84. В финальной игре Дюрант набрал 37 очков. В чемпионате студенческой ассоциации техасцы дошли до второго раунда, в котором уступили команде университета Южной Калифорнии. Через несколько недель после завершения студенческого чемпионата Дюрант выставил свою кандидатуру на драфт НБА.

### НБА

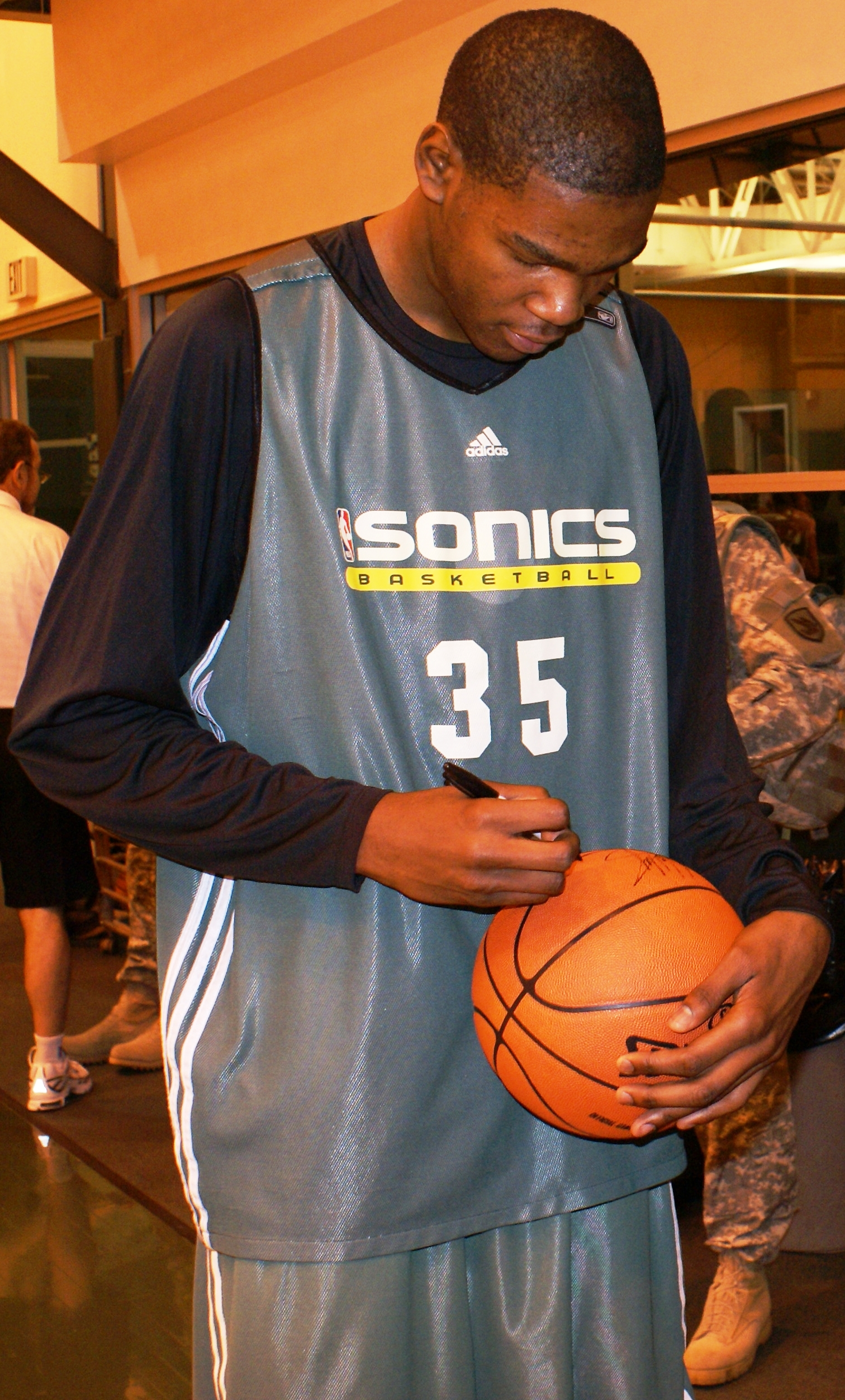
Кевин Дюрант в январе 2008 года

Помимо Кевина Дюранта свою кандидатуру на драфт НБА 2007 года выставил центровой Грег Оден из университета штата Огайо. Мнения баскетбольных специалистов относительно того, кто из этой пары будет выбран на драфте первым, разделились. В итоге 28 июня под первым номер клуб «Портленд Трэйл Блэйзерс» выбрал Одена, а Дюрант был выбран вторым и оказался в рядах «Сиэтл Суперсоникс». Фирма Nike сразу же заключила с Дюрантом спонсорский контракт сроком на семь лет на сумму 60 миллионов долларов. Среди новичков НБА более выгодный контракт подписывал лишь Леброн Джеймс с теми же Nike. Сообщалось также, что Дюрант отклонил предложенный Adidas контракт на 70 миллионов, поскольку он с восьмого класса пользовался экипировкой только от Nike.

#### Сиэтл Суперсоникс
Руководство клуба «Сиэтл Суперсоникс» перед началом сезона 2007/08 пошло на значительные изменения в составе — ведущего игрока последних лет Рэя Аллена обменяли в «Бостон Селтикс» на Делонте Уэста, Уолли Щербяка и Джеффа Грина. Последний из этого трио как и Дюрант был новичком (на драфте 2007 года был выбран под пятым номером) и также вырос в Мэриленде. Грин и Дюрант, очень схожие по комплекции игроки, сформировали пару форвардов команды — Дюрант стал основным третьим номером, а Грин — четвёртым. Из них получилась лучшая пара молодых форвардов в лиге, вокруг которой в дальнейшем формировался состав команды.
31 октября 2007 года состоялся дебют Дюранта в НБА. В матче, проигранном «Денвер Наггетс», он набрал 18 очков, сделал 5 подборов и 3 перехвата. Хотя клуб из Сиэтла полностью провалил сезон, выиграв лишь в 20 играх из 82, для Дюранта дебютный сезон получился очень удачным: он принял участие в 80 играх регулярного сезона, в среднем за игру набирал 20,3 очков (лучший показатель среди новичков) и делал 4,4 подбора. Его признавали лучшим новичком Западной конференции в ноябре, декабре, январе, марте и апреле, а по итогам сезона был признан лучшим новичком года.
Летом 2008 года клуб «Сиэтл Суперсоникс» сменил название, переехал в Оклахому и стал называться «Оклахома-Сити Тандер». Молодой состав команды укрепил защитник Расселл Уэстбрук, выбранный на драфте 2008 года под четвёртым номером. Хотя Дюрант улучшил свою статистику по сравнению с предыдущим сезоном (25,3 очков, 6,5 подборов и 2,8 передачи), это не сильно сказалось на результатах команды, которая в сезоне смогла выиграть лишь 23 игры. В феврале 2009 года Кевин принял участие в двух частях программы уикенда всех звёзд. В матче испытания новичков Дюрант, играя за команду второгодок, набрал 46 очков, побив тем самым рекорд Амаре Стадемайра, набравшего 36 очков в аналогичном матче в 2004 году, также Кевин был признан самым ценным игроком этого матча. На следующий день Дюрант участвовал вместе с Джо Джонсоном («Атланта Хокс») и О Джеем Мейо («Мемфис Гриззлис») в новом конкурсе H-O-R-S-E, в котором игроки соревнуются в бросках с различных точек баскетбольной площадки. Проигрывая соперникам в начале, Кевин выдал серию из точных бросков и победил в этом конкурсе.

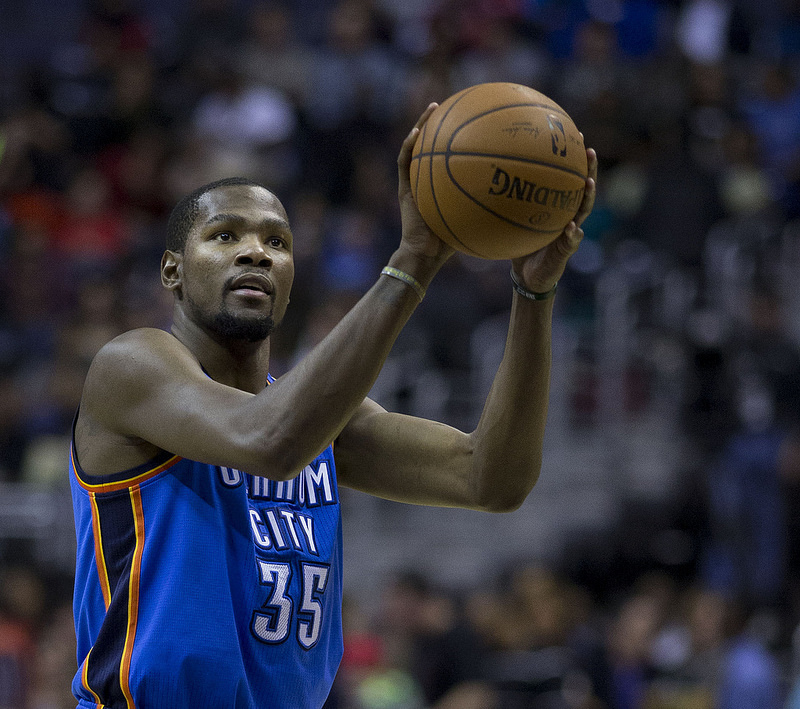
Кевин Дюрант исполняет штрафной бросок в матче против «Уизардс», февраль 2014 года

В сезоне 2009/2010 Кевин Дюрант продолжил прогрессировать — его результативность возросла до 30,1 очков в среднем за игру, что стало лучшим результатом сезона в лиге. В 21 год Дюрант стал самым молодым игроком, выигрывавшим звание лучшего снайпера сезона. 14 февраля 2010 года Кевин впервые принял участие в Матче всех звёзд НБА: играя за команду Запада, он провёл на площадке 20 минут и набрал 15 очков. За день до этого он второй год подряд стал победителем конкурса H-O-R-S-E. Уверенная игра Дюранта позволила его команде выиграть 50 игр в регулярном сезоне и впервые с 2005 года попасть в плей-офф, где в первом раунде «Тандер» проиграли со счётом 4-2 чемпионам предыдущего сезона, «Лос-Анджелес Лейкерс». По итогам регулярного сезона 2009/2010 Кевин был удостоен включения в первую сборную всех звёзд НБА.
8 июля 2010 года Дюрант подписал с «Тандер» новый пятилетний контракт на сумму 86 миллионов долларов.
Кевин Дюрант стал вторым самым молодым игроком после Леброна Джеймса, которому удалось достичь отметки в 10 000 очков в карьере. 1 ноября «Оклахома» провела матч на выезде с «Сан-Антонио Спёрс», по итогам которого потерпела поражение со счётом 84:86. В стартовом матче сезона 2012/13 24-летний Дюрант принёс своей команде 23 очка, которые и позволили ему достичь рубежа в 10 000 очков.

#### Голден Стэйт Уорриорз

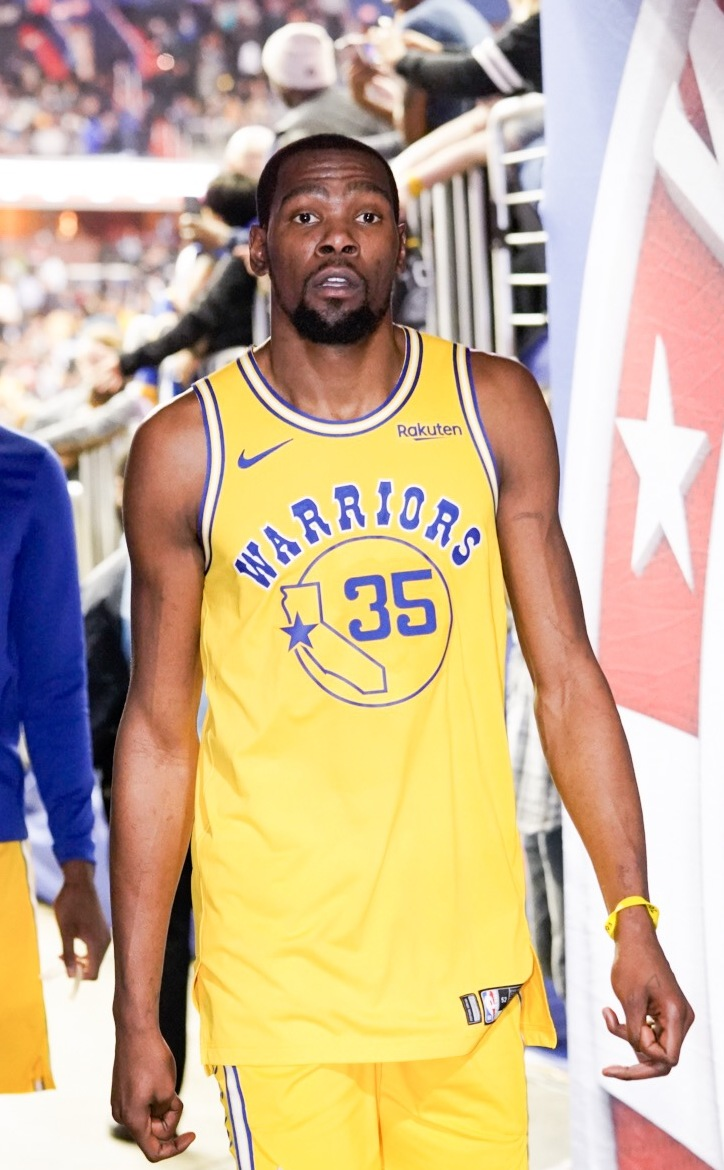
Дюрант в составе «Уорриорз»

В начале июля 2016 года, в Нью-Йорке, Дюрант встретился с пятью делегациями различных клубов НБА ввиду давнего желания стать свободным агентом. И уже 4 июля форвард объявил о своём намерении играть за «Голден Стэйт Уорриорз». Такой шаг был отрицательно воспринят спортивными аналитиками, многие из которых сравнивали этот поступок с переходом Леброна Джеймса из «Кливленд Кавальерс» в «Майами Хит» в 2010 году. 7 июля Кевин Дюрант официально подписал двухлетний контракт с калифорнийским клубом на сумму 54,3 миллиона долларов. 25 октября 2016 Дюрант дебютировал за «Голден Стэйт» в первой игре сезона против «Сан-Антонио Спёрс». За 36 минут игры он набрал 27 очков и совершил 10 подборов. Тремя днями позднее Дюрант записал на свой счёт ещё 30 очков и 17 подборов в победной игре с «Нью-Орлеан Пеликанс». 3 ноября он поставил личный рекорд, реализовав 7 трёхочковых бросков и набрав 39 очков, играя против своей бывшей команды «Оклахома-Сити Тандер». Заработав 22 очка в игре против «Пеликанс» 7 ноября, Дюрант набирал по крайней мере 20 очков на протяжении 71 игры подряд, опередив в этом достижении Карима Абдул-Джаббара. Эта серия стала пятой по продолжительности за всю историю НБА. 9 ноября Кевин Дюрант продлил эту серию до 72 игр после успешного матча против «Даллас Маверикс». 26 ноября он набрал 28 очков, сделал 10 подборов, 5 передач и показал лучший результат по блок-шотам в карьере — 6 за игру. Впервые в истории клуба игрок набрал в одном матче 25 очков, 10 подборов, 5 передач и 5 блок-шотов. Два дня спустя Дюрант был назван игроком недели Западной конференции. В период с 21 по 27 ноября он помог команде выиграть 4 игры кряду со средними показателями в 24,8 очков, 8,3 подборов, 6,3 передач и 2,8 блок-шотов за игру. 1 декабря Кевин Дюрант показал свой лучший результат в сезоне, записав на свой счёт 39 очков, 13 подборов, 3 перехвата и 3 блок-шота в проигранном матче с двумя овертаймами против «Хьюстон Рокетс». 28 декабря в игре с «Торонто Рэпторс» Дюрант сделал 17 подборов, что является его лучшим результатом в сезоне. Через два дня он сделал свой 8 трипл-дабл за карьеру (первый в составе «Голден Стэйт»), набрав в матче против «Даллас Маверикс» 19 очков и совершив 11 подборов и 10 передач.
18 января 2017 Дюрант установил новый личный сезонный рекорд, заработав 40 очков в домашнем матче с «Оклахомой-Сити». 2 февраля был назван лучшим игроком месяца Западной Конференции вместе со своим одноклубником Стефеном Карри. 11 февраля в первой выездной игре Дюранта против «Оклахомы-Сити» он набрал 34 очка, будучи освистанным болельщиками «Тандер» из-за третьей победы «Уорриорз» в сезоне над бывшей командой форварда. Фанаты «Оклахомы-Сити» громко свистели на протяжении предмачтевой разминки, приветствия игроков и во всякий раз, когда Дюрант касался мяча. 1 марта Кевин Дюрант выбыл из строя на неопределённое время из-за растяжения боковой большеберцовой связки и ушиба большеберцовой кости, которые он получил в игре против «Вашингтон Уизардс». Игрок смог вернуться лишь 8 апреля, пропустив 19 матчей. «Уорриорз» завершили регулярный сезон с 67 победами при 15 поражениях и без проблем вышли в плей-офф чемпионата. За 62 игры, в которых Дюрант принимал участие, он достиг лучших средних показателей в карьере — 53,7 % попаданий с игры, 8,3 подборов и 1,6 блок-шотов за игру, а также самого низкого показателя по потерям за игру (2,2).
29 очков и 12 подборов, которые заработал Дюрант в четвёртой игре финала Западной конференции, помогли «воинам» победить «Сан-Антонио Спёрс» и выйти в финал лиги третий год подряд, а также стать первой в истории НБА командой, начавшей этап плей-офф с 12 побед подряд. В первой игре финала НБА Кевин Дюрант набрал 38 очков, сделал 8 подборов и 8 передач, что и способствовало победе в матче с действующим чемпионом «Кливленд Кавальерс» во главе с Леброном Джеймсом. Он помог команде одержать победу в первых трёх играх финальной серии, включая его 31 очко в третьей игре, а также трёхочковый бросок за 45,3 секунды до окончания матча, который и вывел «Голден Стэйт» вперёд. В завершающей пятой игре Дюрант заработал 39 очков, 7 подборов и 5 передач, приведя команду к чемпионству со счётом 4:1 в серии. Он был лучшим бомбардиром «Уорриорз» в каждой игре финала, набирая в среднем 35,2 очков, 8,4 подборов и 5,4 передач за игру и попадая с игры с процентом 55,5, удачно бросая из-за дуги в 47,4 % случаев и реализуя штрафные с вероятностью 92,7 %. В дальнейшем Кевин Дюрант был объявлен самым ценным игроком финала 2017 года, получив все 11 голосов от членов жюри.
10 июня 2019 года, в пятом матче финала НБА против «Торонто Рэпторс», Дюрант получил разрыв ахиллова сухожилия, из-за которого смог вернуться на площадку только через 1,5 года.

#### Бруклин Нетс
7 июля 2019 года перешёл в «Бруклин Нетс».
Полностью пропустил сезон 2019/20, восстанавливаясь после разрыва ахиллова сухожилия в финале 2019 года. Первый матч за «Нетс» сыграл 22 декабря 2020 года, набрав 22 очка в игре против «Уорриорз» (125:99). 14 января 2021 года «Нетс» в результате обмена получили бывшего партнёра Дюранта по «Оклахомме» Джеймса Хардена. 16 января 2021 года Дюрант набрал 42 очка в матче против «Орландо Мэджик».
8 августа 2021 года подписал 4-летний контракт с «Нетс» на 198 млн долларов США.
30 июня 2022 года стало известно, что Дюрант запросил обмен из «Нетс». Предпочтительными командами были «Финикс Санз» и «Майами Хит».
За три сезона сыграл за «Нетс» всего 129 матчей в регулярных чемпионатах и 16 матчей плей-офф.

#### Финикс Санз
9 февраля 2023 года «Нетс» обменяли Дюранта и Ти Джей Уоррена в «Финикс Санз» на Микала Бриджеса, Кэмерона Джонсона, Джея Краудера, 4 незащищенных выбора в первом раунде драфта и обмен выборами в первом раунде драфта 2028 года.

Хьюстон Рокетс
22 июня 2025 года «Санз» обменяли Кевина в «Хьюстон Рокетс» на Дилона Брукса, Джейлена Грина, 10-й выбор первого раунда драфта НБА 2025 года, а так же 5 выборов во втором раунде.

### Сборная

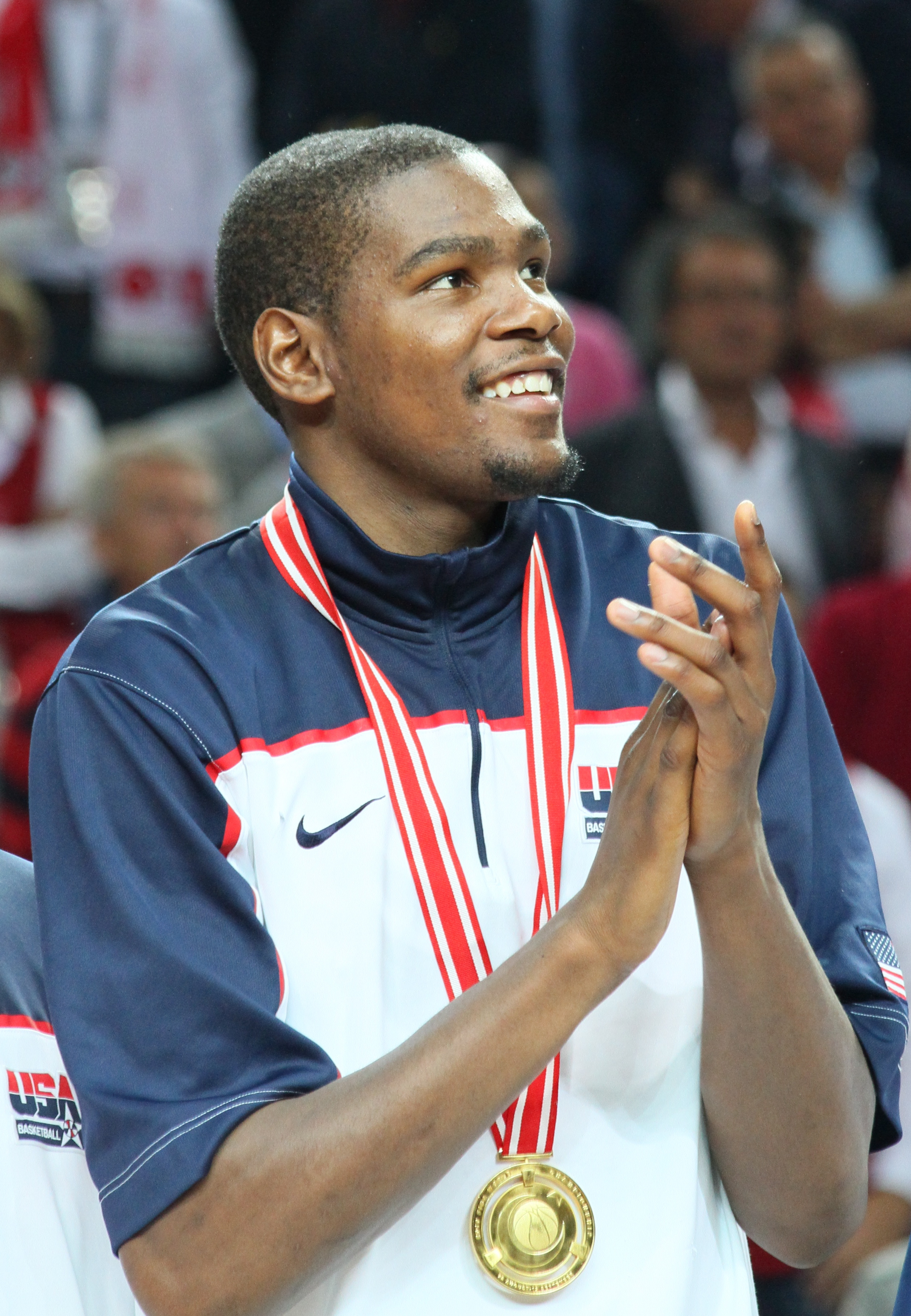
Дюрант после получения золотой медали на чемпионате мира 2010 в Турции

Ещё до своего дебюта в НБА, сыгравший лишь несколько игр в летней лиге, Дюрант принял участие в тренировочном сборе сборной США, готовившейся к Олимпийским играм в Пекине, вместе со звёздами НБА: Коби Брайантом, Леброном Джеймсом, Крисом Бошем и Дуайтом Ховардом. Хотя Кевин в первой игре сбора хорошо проявил себя, набрав 22 очка, он не попал в конечный список из 12 игроков. Тренер сборной Майк Кшижевски решил взять в команду только опытных игроков, уже показавших своё мастерство в играх НБА.
В июле 2010 года Кевин принял участие в тренировочном сборе сборной США в Лас-Вегасе, где игроки готовились к чемпионату мира 2010 года в Турции. Дюрант хорошо проявил себя на сборах и стал ведущим игроком национальной команды на турнире. Сборная США завоевала золотые медали, а Кевин Дюрант, набиравший в среднем за игру 22 очка и делавший 6 подборов, был признан самым ценным игроком чемпионата. Дюрант побил несколько рекордов сборной США: по наибольшему количеству очков в турнире (205) и наибольшему количество очков в одной игре (38) .
На Олимпиаде 2012 года в Лондоне (Великобритания), Дюрант побил рекорд сборной по общему количеству очков набранных во время олимпийского баскетбольного турнира, который был ранее установлен Спенсером Хейвудом. По ходу турнира команда не проиграла ни одной встречи. В финальном матче мужская сборная США победила сборную Испании со счетом 107:100 и завоевала золотую медаль.

## Награды и достижения
- Чемпион НБА: 2017, 2018
- Самый результативный игрок регулярного чемпионата НБА: 2010, 2011, 2012, 2014
- Участник 11 матчей всех звёзд НБА: 2010, 2011, 2012, 2013, 2014, 2015, 2016, 2017, 2018, 2019, 2021
- Самый ценный игрок Матча всех звезд НБА: 2012, 2019
- Самый ценный игрок чемпионата мира 2010
- Чемпион мира по баскетболу: 2010
- Чемпион Олимпийских игр: 2012, 2016, 2020, 2024
- Включался в первую сборную всех звёзд НБА: 2010, 2011, 2012, 2013, 2014
- Победитель конкурса H-O-R-S-E в рамках уикенда всех звёзд: 2009, 2010
- Самый ценный игрок матча новичков против второгодок: 2009
- Новичок года в НБА: 2008
- Самый ценный игрок НБА: 2014
- Включался в первую сборную новичков НБА: 2008
- Спортсмен года по версии федерации баскетбола США: 2010, 2016
- Награда ESPY лучшему спортсмену года: 2014
- Обладатель Приза имени Оскара Робертсона: 2007
- Обладатель Приза Адольфа Раппа: 2007
- Обладатель Приза Нейсмита лучшему игроку года среди студентов: 2007
- Обладатель Приза Джона Вудена: 2007
- Игрок года по версии ESPN: 2007
- Баскетболист года среди студентов по версии Sporting News: 2007
- Баскетболист года среди студентов по версии Associated Press: 2007
- Баскетболист года среди студентов по версии NABC: 2007
- Самый ценный игрок Матча всех звёзд McDonald’s (совместно с Чейзом Бадингером): 2006
- Включался в 1-ю всеамериканскую сборную NCAA: 2007
- Баскетболист года конференции Big 12: 2007
- Первокурсник года по версии USBWA: 2007

## Вне спорта
Дюрант очень близок со своей матерью Вандой, и эти отношения были подробно описаны в фильме Lifetime «Настоящий MVP: история Ванды Пратт». В 2012 году Кевин Дюрант исполнил камео в фильме для детей «Как громом поражённый» (англ. Thunderstruck), выразив надежду, что фильм понравится любителям баскетбола. Фильм получил достаточно прохладные отзывы критиков и зрителей, его средний рейтинг на сайте Rotten Tomatoes составил около 4 из 10 баллов на основании 10 критических обзоров, а на сайте imdb — 5 из 10 на основе 1,5 тыс. оценок.

## Статистика

### Статистика в НБА
| Сезон                                                                                    | Команда       | Регулярный сезон | Регулярный сезон | Регулярный сезон | Регулярный сезон | Регулярный сезон | Регулярный сезон | Регулярный сезон | Регулярный сезон | Регулярный сезон | Регулярный сезон | Регулярный сезон | Серия плей-офф | Серия плей-офф | Серия плей-офф | Серия плей-офф | Серия плей-офф | Серия плей-офф | Серия плей-офф | Серия плей-офф | Серия плей-офф | Серия плей-офф | Серия плей-офф |
| Сезон                                                                                    | Команда       | GP               | GS               | MPG              | FG%              | 3P%              | FT%              | RPG              | APG              | SPG              | BPG              | PPG              | GP             | GS             | MPG            | FG%            | 3P%            | FT%            | RPG            | APG            | SPG            | BPG            | PPG            |
| ---------------------------------------------------------------------------------------- | ------------- | ---------------- | ---------------- | ---------------- | ---------------- | ---------------- | ---------------- | ---------------- | ---------------- | ---------------- | ---------------- | ---------------- | -------------- | -------------- | -------------- | -------------- | -------------- | -------------- | -------------- | -------------- | -------------- | -------------- | -------------- |
| 2007/08                                                                                  | Сиэтл         | 80               | 80               | 34,6             | 43,0             | 28,8             | 87,3             | 4,4              | 2,4              | 1,0              | 0,9              | 20,3             | Не участвовал  | Не участвовал  | Не участвовал  | Не участвовал  | Не участвовал  | Не участвовал  | Не участвовал  | Не участвовал  | Не участвовал  | Не участвовал  | Не участвовал  |
| 2008/09                                                                                  | Оклахома-Сити | 74               | 74               | 39,0             | 47,6             | 42,2             | 86,3             | 6,5              | 2,8              | 1,3              | 0,7              | 25,3             | Не участвовал  | Не участвовал  | Не участвовал  | Не участвовал  | Не участвовал  | Не участвовал  | Не участвовал  | Не участвовал  | Не участвовал  | Не участвовал  | Не участвовал  |
| 2009/10                                                                                  | Оклахома-Сити | 82               | 82               | 39,5             | 47,6             | 36,5             | 90,0             | 7,6              | 2,8              | 1,4              | 1,0              | 30,1             | 6              | 6              | 38,5           | 35,0           | 28,6           | 87,1           | 7,7            | 2,3            | 0,5            | 1,3            | 25,0           |
| 2010/11                                                                                  | Оклахома-Сити | 78               | 78               | 38,9             | 46,2             | 35,0             | 88,0             | 6,8              | 2,7              | 1,1              | 1,0              | 27,7             | 17             | 17             | 42,5           | 44,9           | 33,9           | 83,8           | 8,2            | 2,8            | 0,9            | 1,1            | 28,6           |
| 2011/12                                                                                  | Оклахома-Сити | 66               | 66               | 38,6             | 49,6             | 38,7             | 86,0             | 8,0              | 3,5              | 1,3              | 1,2              | 28,0             | 20             | 20             | 41,9           | 51,7           | 37,3           | 86,4           | 7,4            | 3,7            | 1,5            | 1,2            | 28,5           |
| 2012/13                                                                                  | Оклахома-Сити | 81               | 81               | 38,5             | 51,0             | 41,6             | 90,5             | 7,9              | 4,6              | 1,4              | 1,3              | 28,1             | 11             | 11             | 44,1           | 45,5           | 31,4           | 83,0           | 9,0            | 6,3            | 1,3            | 1,1            | 30,8           |
| 2013/14                                                                                  | Оклахома-Сити | 81               | 81               | 38,5             | 50,3             | 39,1             | 87,3             | 7,4              | 5,5              | 1,3              | 0,7              | 32,0             | 19             | 19             | 42,9           | 46,0           | 34,4           | 81,0           | 8,9            | 3,9            | 1,0            | 1,3            | 29,6           |
| 2014/15                                                                                  | Оклахома-Сити | 27               | 27               | 33,8             | 51,0             | 40,3             | 85,4             | 6,6              | 4,1              | 0,9              | 0,9              | 25,4             | Не участвовал  | Не участвовал  | Не участвовал  | Не участвовал  | Не участвовал  | Не участвовал  | Не участвовал  | Не участвовал  | Не участвовал  | Не участвовал  | Не участвовал  |
| 2015/16                                                                                  | Оклахома-Сити | 72               | 72               | 35,8             | 50,5             | 38,7             | 89,8             | 8,2              | 5,0              | 1,0              | 1,2              | 28,2             | 18             | 18             | 40,3           | 43,0           | 28,2           | 89,0           | 7,1            | 3,3            | 1,0            | 1,0            | 28,4           |
| 2016/17                                                                                  | Голден Стэйт  | 62               | 62               | 33,4             | 53,7             | 37,5             | 87,5             | 8,3              | 4,8              | 1,1              | 1,6              | 25,1             | 15             | 15             | 35,5           | 55,6           | 44,2           | 89,3           | 7,9            | 4,3            | 0,8            | 1,3            | 28,5           |
| 2017/18                                                                                  | Голден Стэйт  | 68               | 68               | 34,2             | 51,6             | 41,9             | 88,9             | 6,8              | 5,4              | 0,7              | 1,8              | 26,4             | 21             | 21             | 38,4           | 48,7           | 34,1           | 90,1           | 7,8            | 4,7            | 0,7            | 1,2            | 29,0           |
| 2018/19                                                                                  | Голден Стэйт  | 78               | 78               | 34,6             | 52,1             | 35,3             | 88,5             | 6,4              | 5,9              | 0,7              | 1,1              | 26,0             | 12             | 12             | 36,8           | 51,4           | 43,8           | 90,3           | 4,9            | 4,5            | 1,1            | 1,0            | 32,3           |
| 2020/21                                                                                  | Бруклин       | 35               | 32               | 33,1             | 53,7             | 45,0             | 88,2             | 7,1              | 5,6              | 0,7              | 1,3              | 26,9             | 12             | 12             | 40,4           | 51,4           | 40,2           | 87,1           | 9,3            | 4,4            | 1,5            | 1,6            | 34,3           |
| 2021/22                                                                                  | Бруклин       | 55               | 55               | 37,2             | 51,8             | 38,3             | 91,0             | 7,4              | 6,4              | 0,9              | 0,9              | 29,9             | 4              | 4              | 44,0           | 38,6           | 33,3           | 89,5           | 5,8            | 6,3            | 1,0            | 0,3            | 26,3           |
| 2022/23                                                                                  | Бруклин       | 39               | 39               | 36,0             | 55,9             | 37,6             | 93,4             | 6,7              | 5,3              | 0,8              | 1,5              | 29,7             | Не участвовал  | Не участвовал  | Не участвовал  | Не участвовал  | Не участвовал  | Не участвовал  | Не участвовал  | Не участвовал  | Не участвовал  | Не участвовал  | Не участвовал  |
| 2022/23                                                                                  | Финикс        | 8                | 8                | 33,6             | 57,0             | 53,7             | 83,3             | 6,4              | 3,5              | 0,3              | 1,3              | 26,0             | 11             | 11             | 42,4           | 47,8           | 33,3           | 91,7           | 8,7            | 5,5            | 0,8            | 1,4            | 29,0           |
| 2023/24                                                                                  | Финикс        | 75               | 75               | 37,2             | 52,3             | 41,3             | 85,6             | 6,6              | 5,0              | 0,9              | 1,2              | 27,1             | 4              | 4              | 42,0           | 55,2           | 41,7           | 82,4           | 6,5            | 3,3            | 0,5            | 1,5            | 26,8           |
| 2024/25                                                                                  | Финикс        | 62               | 62               | 36,5             | 52,7             | 43,0             | 83,9             | 6,0              | 4,2              | 0,8              | 1,2              | 26,6             | Не участвовал  | Не участвовал  | Не участвовал  | Не участвовал  | Не участвовал  | Не участвовал  | Не участвовал  | Не участвовал  | Не участвовал  | Не участвовал  | Не участвовал  |
|                                                                                          | Всего         | 1123             | 1120             | 36,7             | 50,2             | 39,0             | 88,2             | 7,0              | 4,4              | 1,0              | 1,1              | 27,2             | 170            | 170            | 40,5           | 47,7           | 35,6           | 86,8           | 7,8            | 4,2            | 1,0            | 1,2            | 29,3           |
| Наведите курсор мыши на аббревиатуры в заголовке таблицы, чтобы прочесть их расшифровку. |               |                  |                  |                  |                  |                  |                  |                  |                  |                  |                  |                  |                |                |                |                |                |                |                |                |                |                |                |

### Статистика в NCAA
| Сезон | Команда | Conf   | Class | GP | GS | MPG  | FG%  | 3P%  | FT%  | RPG  | APG | SPG | BPG | PPG  |
| --- | ------- | ------ | ----- | -- | -- | ---- | ---- | ---- | ---- | ---- | --- | --- | --- | ---- |
| 2006/07 | Техас   | Big 12 | FR    | 35 | 35 | 35,9 | 47,3 | 40,4 | 81,6 | 11,1 | 1,3 | 1,9 | 1,9 | 25,8 |
| Всего | Всего   | Всего  | Всего | 35 | 35 | 35,9 | 47,3 | 40,4 | 81,6 | 11,1 | 1,3 | 1,9 | 1,9 | 25,8 |
| Наведите курсор мыши на аббревиатуры в заголовке таблицы, чтобы прочесть их расшифровку Статистика приведена с сайта sports-reference.com |         |        |       |    |    |      |      |      |      |      |     |     |     |      |